# Sparkasse Bochum

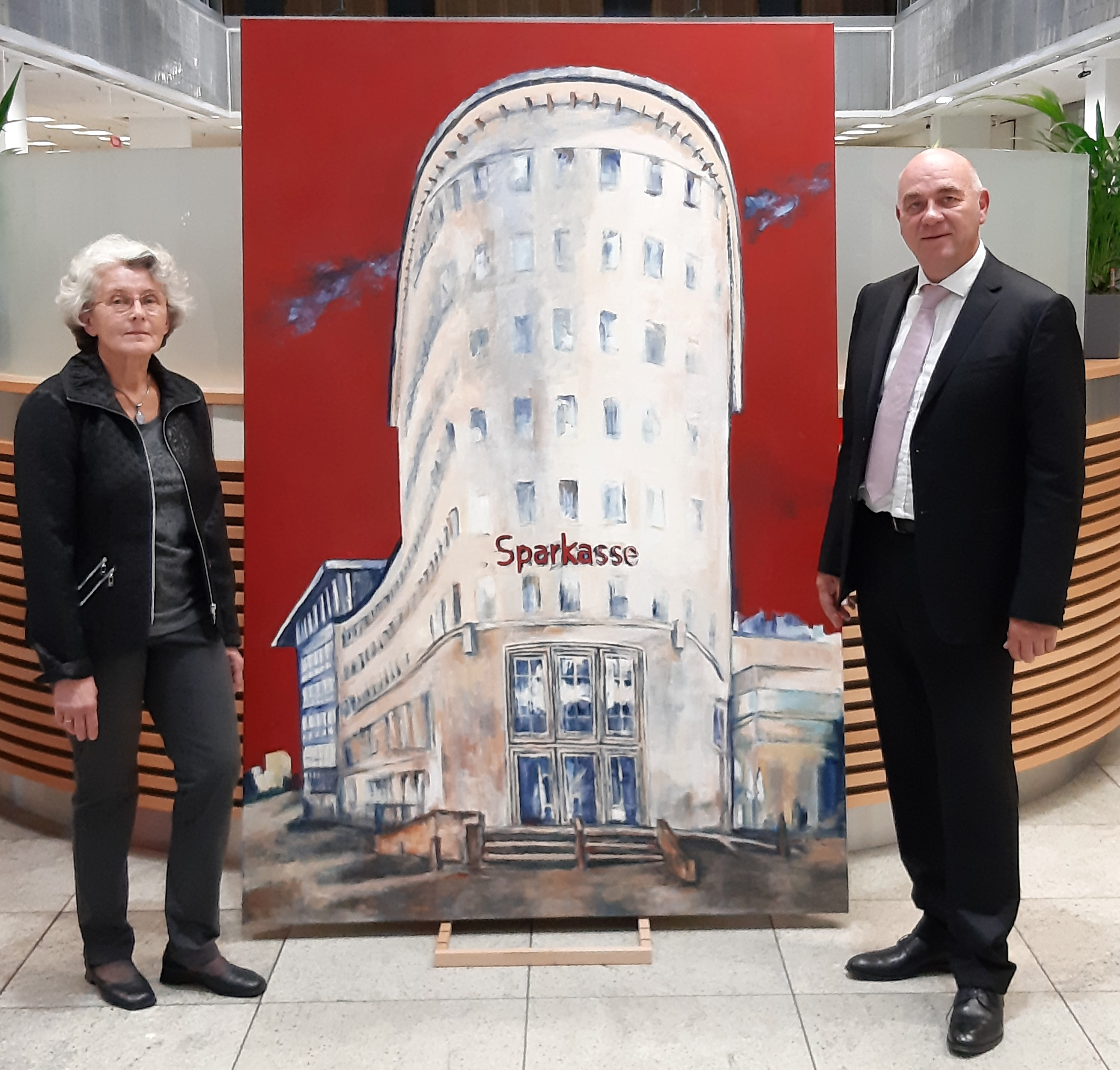
Eröffnung der Kunstausstellung 2019 mit Gudrun Weißpfennig (Malerin) und Jürgen Hohmann (Vorstandsvorsitzender)

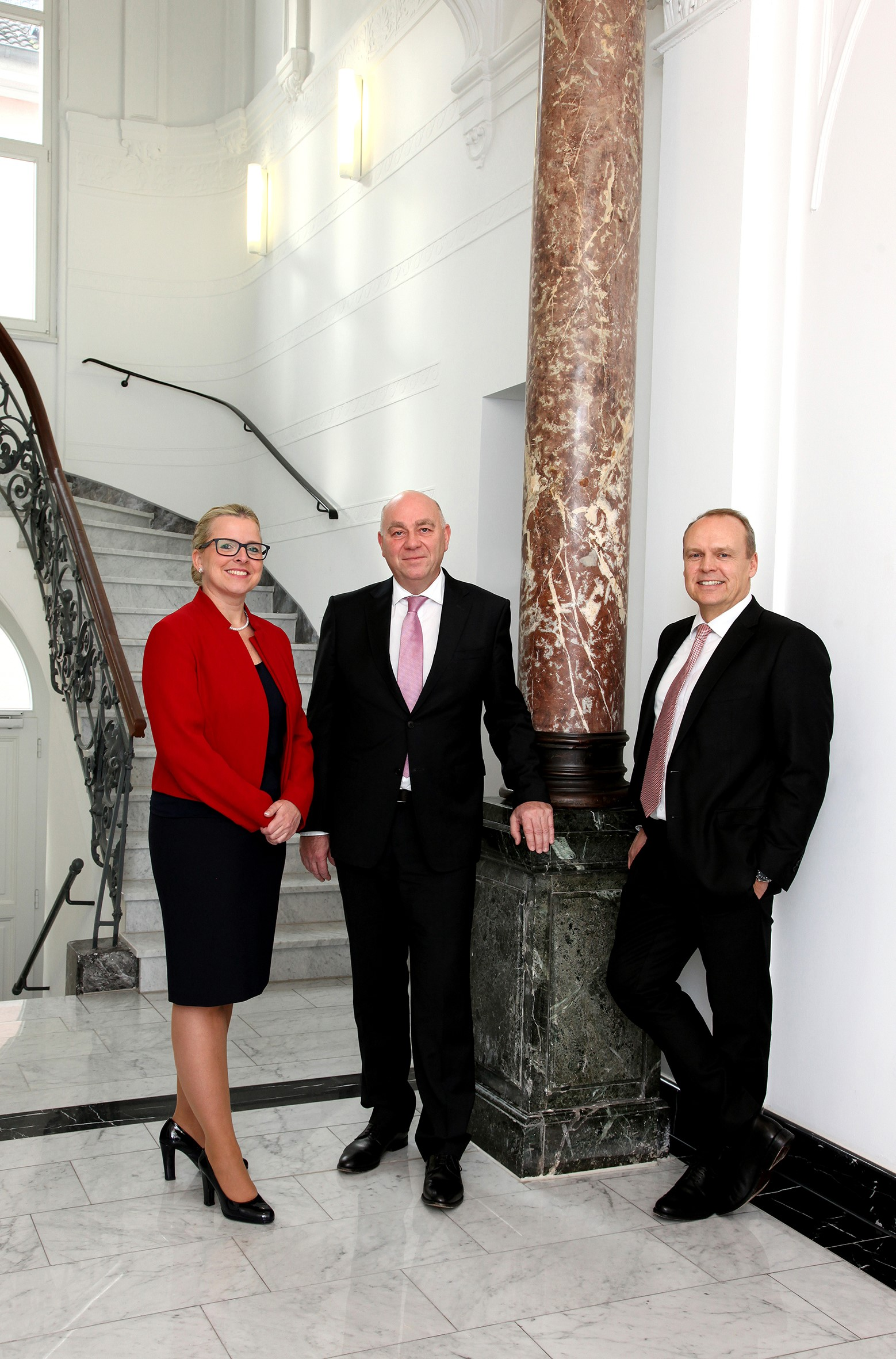
Vorstand der Sparkasse Bochum 2021, v. l. n. r.: Yvonne van den Hövel-Meyer, Jürgen Hohmann, Andreas Wilming

Die Sparkasse Bochum ist eine öffentlich-rechtliche Sparkasse mit Sitz in Bochum in Nordrhein-Westfalen. Ihr Geschäftsgebiet ist das Stadtgebiet Bochum. Mit Geschäftsstellen und Geldautomaten ist sie flächendeckend in Bochum vertreten.

## Organisationsstruktur
Die Sparkasse Bochum ist eine Anstalt des öffentlichen Rechts. Träger ist die Stadt Bochum. Die Sparkasse Bochum ist Mitglied des Sparkassenverbandes Westfalen-Lippe (SVWL). Rechtsgrundlagen sind das Sparkassengesetz des Landes Nordrhein-Westfalen und die vom Verwaltungsrat der Sparkasse Bochum erlassene Satzung. Organe sind der Verwaltungsrat und der Vorstand.

## Geschäftsausrichtung und Geschäftserfolg
Die Sparkasse Bochum betreibt als Sparkasse das Universalbankgeschäft. Im Verbundgeschäft arbeitet sie mit der Landesbausparkasse, der Westfälischen Provinzial, der DekaBank und der Deutschen Leasing, sowie den Tochterunternehmen S-Immobiliendienst und S-Versicherungsdienst zusammen.
Die Sparkasse Bochum wies im Geschäftsjahr 2024 eine Bilanzsumme von 8,643 Mrd. Euro aus und verfügte über Kundeneinlagen von 6,59 Mrd. Euro. Gemäß der Sparkassenrangliste 2024 liegt sie nach Bilanzsumme auf Rang 35. Sie unterhält 47 Filialen/Selbstbedienungsstandorte und beschäftigt 1.112 Mitarbeiter.
In Bochum ist die Sparkasse Marktführer und der wichtigste Kreditgeber für die regionale Wirtschaft.
Für ihre Kundenberatung erhielt die Sparkasse Bochum vom Forschungsinstitut IMK 2010 die Auszeichnung „sehr gut“. Im Jahr 2019 wurde die Sparkasse Bochum wiederholt durch das Forschungsinstitut mit dem Urteil „Exzellent“ in der Kategorie Geprüfte Kundenberatung ausgezeichnet.
Seit März 2014 wird die Sparkasse in der Route der Industriekultur, Themenroute Bochum aufgelistet.

## Arbeit und Ausbildung
Mit 1.112 Mitarbeitern ist die Sparkasse einer der größten Arbeitgeber Bochums. Mit rund 100 Auszubildenden in den Berufen Bankkaufleute, Bürokaufleute und Informatikkaufleute ist sie der größte Ausbilder für die Kreditwirtschaft in Bochum. Die Sparkasse bietet Auszubildenden auch einen berufsbegleitenden Bachelor-Studiengang an der Sparkassen-Hochschule in Bonn an.

## Gesellschaftliches Engagement
Die Sparkasse Bochum unterhält seit 1985 eine eigene Stiftung zur Förderung von Kultur und Wissenschaft, die mit 10 Mio. Euro Stiftungskapital ausgestattet ist. Die Verschönerung des Stadtbildes ist die Hauptaufgabe.
Die Schatzkammer Kemnade, das geldgeschichtliche Museum der Sparkasse Bochum auf Haus Kemnade, beherbergt eine der größten Sammlungen an ausgefallenen Spardosen und Zahlungsmitteln aus aller Welt.
Im Sinne ihres gemeinwohlorientierten Auftrags unterstützt die Sparkasse mit Spenden und Sponsoring in Millionenhöhe Engagements von Bürgern, Vereinen und Initiativen im sportlichen, kulturellen, wissenschaftlichen und sozialen Bereich.
Herausragende Events, die von der Sparkasse Bochum veranstaltet oder gesponsert werden, sind u. a. das Stadtparkfest, der Sparkassen Giro, das Sparkassenfestival OpenFlair, das Zeltfestival Ruhr (ZFR), das Sparkassen Fußballfest, der Familien-Tag in der Schatzkammer Kemnade u. v. m.
Als Beitrag zur wirtschaftlichen Bildung unterstützt sie Schulen und Schüler mit jährlich über 100 Schülerpraktika, Bewerbungstrainings, Unterrichtsmaterialien für Lehrer und Schüler aller Schularten und -formen aus dem Sparkassen-SchulService und dem Planspiel Börse. Im Februar 2013 gaben die Sparkasse und der Eventmanager Sascha Hellen gemeinsam bekannt, den bestehenden Sponsoring-Vertrag aufzulösen.

## Geschichte
Die städtische Sparkasse wurde am 29. September 1838 als zweite Einrichtung dieser Art im Regierungsbezirk Arnsberg gegründet. Ziel war es, der Bevölkerung – zum damaligen Zeitpunkt ca. 4.000 Einwohner – das Sparen für Notzeiten und fürs Alter zu ermöglichen und Kredite zu erhalten.

## Geschäftliche Entwicklung
Am Ende des ersten Geschäftsjahres betrugen die Einlagen bei der Sparkasse 250 Taler, einen Silbergroschen und 3 Pfennig. Der Sparzins lag damals bei dreieinhalb Prozent. Kredite waren noch nicht stark gefragt. Der dafür erhobene Darlehenszins lag zwischen vier und fünf Prozent. Gut 30 Jahre später betrugen die Spareinlagen 1.546.000 Taler. Mit Finanzierungen, Abwicklung der Zahlungsströme und Bereitstellung von Zahlungsmitteln stellte die Sparkasse die wirtschaftliche Entwicklung ihrer Kunden und der Region sicher.
Im Zuge des Arbeiterzustroms durch die Industrialisierung und der schrittweisen Eingliederung der umliegenden Landgemeinden ins Bochumer Stadtgebiet wuchs die Zahl der Einwohner Bochums weiterhin stetig. Zuerst wurden 1904 Hamme, Hofstede, Grumme und Wiemelhausen eingemeindet. Weitmar, Hordel, Riemke, Bergen und Altenbochum 1926 kamen dazu. 1929 folgten Gerthe, Werne, Langendreer, Laer, Querenburg, Stiepel, Sundern und Linden-Dahlhausen.
Um den Bürgern wohnortnah die Erledigung ihrer Geldgeschäfte zu ermöglichen, wuchs im selben Zug die Zahl der Sparkassen-Zweigstellen. Nachdem die Sparkasse der Stadt Bochum in den Anfangsjahren auch stets im Rathaus angesiedelt war, hatte sie 1911 ihre erste Geschäftsstelle am Kortländer eröffnet – dort, wo sie auch heute noch ist.
Im Jahre 1913 begann das Giro-Zeitalter: Die Sparkasse nahm den Scheck- und Giroverkehr zusammen mit dem Kontokorrentverkehr auf. 1922 wurde die Fusion der Bankabteilung der städtischen Sparkasse mit der Amtsbank GmbH (der verselbständigten Bankabteilung der damaligen Amtsbank Bochum) und der eigenständigen Sparkassen der eingemeindeten Stadtteile zur Kommunalbank AG beschlossen, der heutigen Sparkasse Bochum.
Der Erste Weltkrieg brachte den Geschäftsverkehr zum Erliegen. Nach dessen Ende wurde langsam wieder gespart. Durch die Inflation sank der Realwert der Einlagen jedoch ins Unermessliche und wurde erst durch die Einführung der Rentenmark (1923) und der Reichsmark (1924) wieder stabilisiert.
Am 4. März 1929 wurde als Hauptsitz das „Bügeleisen“ eröffnet, das moderne Bankgebäude nach dem Entwurf des Architekten Wilhelm Kreis. Dieses wurde im Zweiten Weltkrieg beim Pfingstangriff im Juni 1943 teilweise zerstört. Während der Großangriffe im Mai und Juni 1943 (Battles of the Ruhr) wurden auch die Filialen am Marienplatz, an der Brückstraße und die Sparkassenhauptstelle im Rathaus zerstört. Auch die Filialen in Langendreer und Werne erlitten Schäden. Die Rekonstruktion der verbrannten Konten dauerte Monate. Nach Kriegsende begann in Bochum der Wiederaufbau. Nur noch rund 80.000 der vormals fast 300.000 Wohnräume im Stadtgebiet standen zur Verfügung. Die Währungsreform 1948 mit der Umstellung auf die Deutsche Mark brachte das Wirtschaftswunder. Gleichzeitig nahm die Einwohnerzahl Bochums nicht zuletzt durch den Flüchtlingsstrom zu und trieb den Wiederaufbau voran. Damit war ein entsprechender Finanzierungsbedarf verbunden, der das Kreditgeschäft ankurbelte. Die Spareinlagen stiegen und immer mehr Wohnungsbaudarlehen wurden bewilligt.
Um den Bürgern den Spargedanken näherzubringen, führte die Sparkasse Bochum ab 1951 neue Sparformen ein, z. B. das Abholsparen, Spargemeinschaften, Schulsparen und das überregionale PS-Lotteriesparen (heute Sparlotterie der Sparkassen).
Ende der 1950er Jahre hielt der bargeldlose Zahlungsverkehr bei der Sparkasse Einzug. U.a. führte die damit verbundene Vereinfachung der Lohnauszahlung durch Unternehmen an ihre Arbeitskräfte dazu, dass in der Nähe großer Fabriken und Zechen neue Zweigstellen eröffnet wurden. Bis Ende der 1960er Jahre umfasste die Sparkasse Bochum 30 Zweigstellen, 1971 waren es bereits 35.
Mit der Eingemeindung von Wattenscheid nach Bochum im Jahr 1975 wurden auch die dortige Sparkasse mit der Sparkasse Bochum zusammengelegt. Seit 1982 ist die Sparkasse Bochum in ihrem heutigen Umfang mit 45 Geschäftsstellen im Bochumer Stadtgebiet präsent.

## Hauptgebäude

Das markante Gebäude der Kommunalbank auf einem Luftbild, 1931

Das Gebäude der damaligen Bochumer Kommunalbank wurde von dem Architekten Wilhelm Kreis 1925 entworfen und in den Jahren 1927 bis 1929 durch den Architekten Bernhard Wielers errichtet.
Seit 1929 dient es der Sparkasse Bochum als Hauptsitz. Im Zweiten Weltkrieg erlitt das Gebäude Kriegsschäden. Den Wiederaufbau in den Jahren 1946 bis 1949 leitete wiederum Bernhard Wielers. In den Jahren 1954 bis 1955 wurde nach Plänen des Architekten Clemens Korn die Kassenhalle angebaut, die 1988 durch das Architekturbüro SSP SchürmannSpannel umgestaltet wurde. Die Sparkassen-Galeria entstand 1997 bis 1999 zunächst unter Leitung von Stjepan Cadez. Im Jahre 1997 übernahmen die Architekten Schröder Schulte-Ladbeck zunächst die Projektsteuerung und die Planung der innenarchitektonischen Gestaltung. Im Jahre 1998, nach dem Ausscheiden von Cadez, übernahmen Schröder Schulte-Ladbeck die Gesamtplanung und Bauleitung bis zur Fertigstellung. Die vier übergroßen Hände aus Marmor aus Carrara stammten von dem Bildhauer Michael Schwarze 1983, ein weiteres Kunstwerk in Form einer gekurvten Linie schuf der Künstler François Morellet 1988.